# Love 101
Love 101 (Aşk 101) è una serie televisiva turca, ideata da Meriç Acemi, prodotta dal 2020 al 2021 da Ay Yapım e trasmessa in streaming sulla piattaforma Netflix.
La prima stagione venne rilasciata in prima visione a partire dal 24 aprile 2020 e la seconda a partire dal 30 settembre 2021.

## Trama
Istanbul, fine degli anni novanta: quattro studenti diciassattenni dal carattere ribelle, Sinan, Kerem, Eda e Osman, temono che, Burcu, l'unica insegnante pronta a prendere le loro difese, possa trasferirsi. Per farla restare e evitare l'espulsione quasi certa dalla scuola, provano così, con l'aiuto della loro compagna di scuola Işık, a trovarle un fidanzato, cercando di farla innamorare dell'insegnante di pallacanestro Kemal.

## Episodi
| Stagione         | Puntate | Prima TV |
| ---------------- | ------- | -------- |
| Prima stagione   | 8       | 2020     |
| Seconda stagione | 8       | 2021     |

## Personaggi e interpreti
- Sinan, interpretato da Mert Yazıcıoğlu
- Kerem, interpretato da Kubilay Aka
- Eda, interpretata da Alina Boz
- Osman, interpretato da Selahattin Paşalı
- Işık, interpretata da İpek Filiz Yazıcı.
- Burcu, interpretata da Pınar Deniz. È l'insegnante preferita dai ragazzi.[1][2][3][4]
- Kemal, interpretato da Kaan Urgancıoğlu. È l'insegnante di pallacanestro.[1]

## Riconoscimenti
- 2021: Footed Newspaper TV Stars Award come miglior serie web
- 2021: Candidatura al Golden Butterfly Award come miglior serie web